# Markku Kiimalainen
Markku Kiimalainen (* 8. Oktober 1955 in Oulu) ist ein ehemaliger finnischer Eishockeyspieler, der in seiner aktiven Zeit von 1972 bis 1992 ausschließlich für seinen Heimatverein Kärpät Oulu spielte.      

## Karriere
Markku Kiimalainen begann seine Karriere als Eishockeyspieler in seiner Heimatstadt in der Nachwuchsabteilung von Kärpät Oulu, für dessen Profimannschaft er von 1972 bis 1977 zunächst in der zweiten finnischen Spielklasse aktiv war. Nach dem Aufstieg in die SM-liiga erzielte der Angreifer in der Saison 1977/78 in 36 Spielen 46 Scorerpunkte, davon 31 Tore. Damit war er der beste Torschütze der SM-liiga und wurde zudem zum besten Rookie der SM-liiga ernannt (Jarmo Wasaman muistopalkinto). In der Saison 1980/81 gewann er mit seiner Mannschaft den finnischen Meistertitel. In der Folgezeit blieb er einer der Führungsspieler Kärpäts in der SM-liiga und spielte auch nach dessen Abstieg in der Saison 1988/89 noch drei Jahre lang für seinen Heimatverein in der zweitklassigen I divisioona, ehe er seine Karriere im Alter von 36 Jahren beendete. 

### International
Für Finnland nahm Kiimalainen an den Olympischen Winterspielen 1980 in Lake Placid teil. Zudem stand er 1981 im Aufgebot seines Landes bei der Weltmeisterschaft und beim Canada Cup.

## Erfolge und Auszeichnungen
- 1977 Aufstieg in die SM-liiga mit Kärpät Oulu
- 1978 Bester Torschütze der SM-liiga
- 1978 Jarmo Wasaman muistopalkinto (Bester Rookie der SM-liiga)
- 1981 Finnischer Meister mit Kärpät Oulu